# Nouvelle scène rock britannique

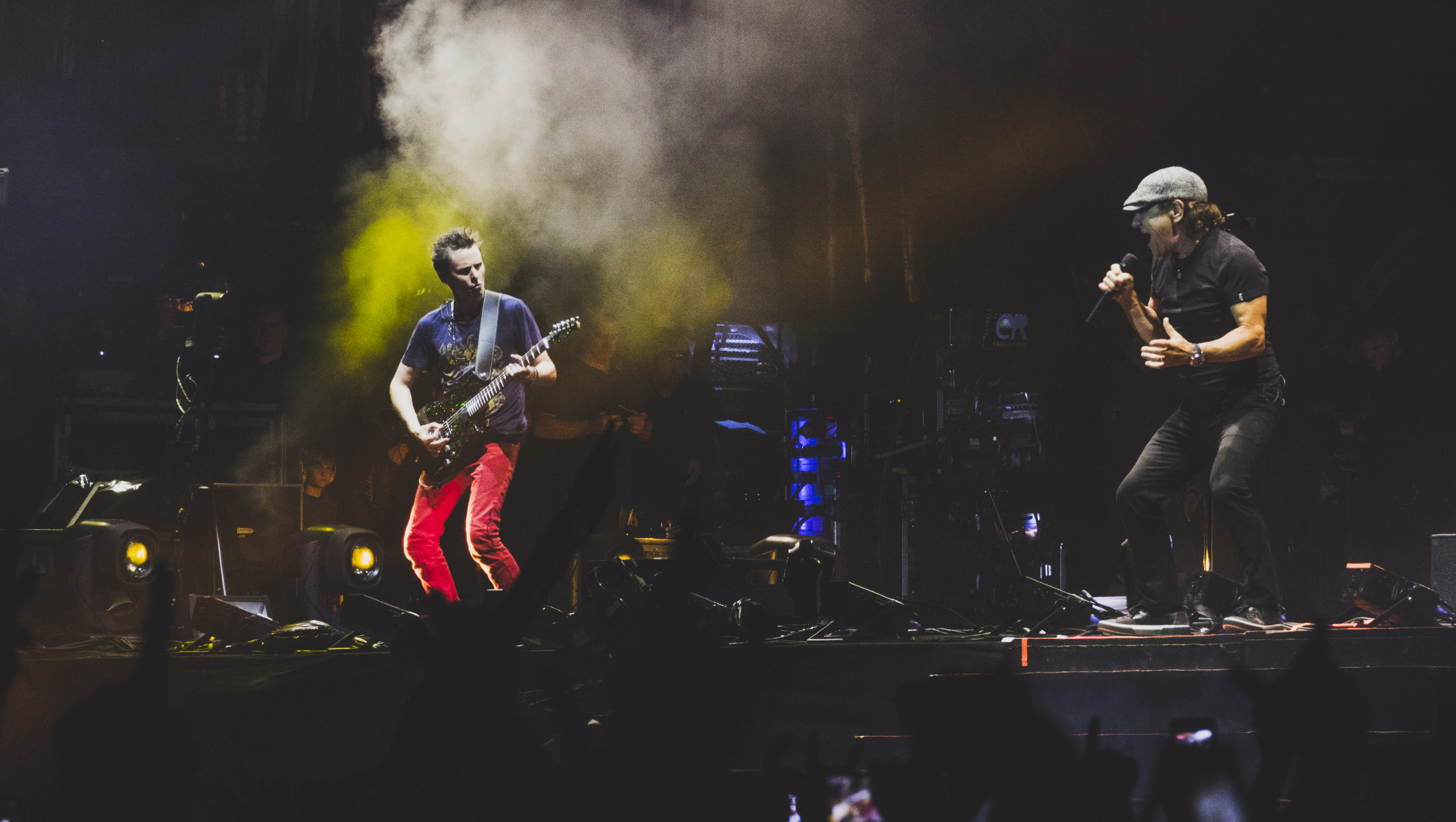
Muse partageant la scène avec AC/DC, au Reading festival 2017.

Depuis la fin des années 1990, des groupes de rock se développent sous l'influence des groupes de rock des années 1960, 1970 et 1980.
Parmi les plus connus on peut citer :
[réf. nécessaire]

## Principaux groupes
- Muse (Teignmought)
- Coldplay (Province du Devon)
- The Libertines (Londres)
- Arctic Monkeys (Sheffield)
- The Kooks (Brighton)
- The Fratellis (Glasgow)
- Babyshambles (Londres)
- Razorlight (Londres)
- The Enemy (Coventry)
- Klaxons (Londres)
- Franz Ferdinand (Glasgow)
- The Wombats (Liverpool)
- The Pigeon Detectives (Leeds)
- Editors (Birmingham)
- The Streets (Londres)
- The Rascals (Liverpool)
- The Last Shadow Puppets (Sheffield/Liverpool)
- The Ghost Frequency (Londres)
- Dirty Pretty Things (Londres)
- Kaiser Chiefs (Leeds)
- New Young Pony Club (Londres)
- The Hoosiers (Reading)

## Influences
- The Beatles
- The Rolling Stones
- The Pretty Things
- The Small Faces
- The Kinks
- The Who
- Sex Pistols
- The Jam
- The Clash
- Joy Division
- Buzzcocks
- The Undertones
- The Smiths
- The Stone Roses
- Oasis
- Radiohead
- Pulp
- The Verve